# Paul Pihl
Lago Bror Paul Pihl, född 2 oktober 1908 i Stockholm, död 23 juni 1991, var en svensk målare.
Pihl studerade för Edvin Ollers och Filip Månsson vid Tekniska skolan i Stockholm. Hans konst består av Stockholmsmotiv och hamnmotiv huvudsakligen utförda i olja.